# Château de Combes
Le château de Combes est un château situé en France sur la commune de Saint-Saturnin, en région Auvergne-Rhône-Alpes.

## Historique
Le petit bâtiment à droite de la cour a eu plusieurs fonctions : four, chapelle, puis débarras. Il témoigne de l'évolution des usages depuis le XVIe siècle.

### Protection
Les façades et les toitures du château sont inscrites au titre des monuments historiques par arrêté du 16 septembre 1949.

## Description
Manoir rural du XVIe siècle, composé d’un corps de logis desservi par un escalier en tour cylindrique, avec une cour d'honneur et un petit bâtiment annexe à droite.